# Lawrence Ball
Lawrence Ball (Londres, 17 de septiembre de 1951) es un músico y compositor inglés, residente en Londres. Produce composiciones multimedia, y también trabaja como tutor privado de matemáticas, física y teoría musical.

## Vida
Se graduó en la Queen Mary University of London (Universidad londinense de la reina María) en Computación científica y matemáticas. Estudió música con Robert Smith —guitarrista, vocalista, compositor, cofundador y líder de la banda inglesa de rock alternativo The Cure— y composición con Robert Boyle, un socio de Philip Glass entre 1978 y 1979.

## Armonía en matemáticas
Ball está interesado en los algoritmos que generan las matemáticas, inspirado por John Whitney, precursor de este género de las matemáticas desde 1984.